# Helga Lewandowsky
Helga Lewandowsky (* 21. Mai 1930 in Rockhampton, Queensland, Australien; † 12. März 2025), war eine deutsche Politikerin (SPD) und war 16 Jahre Mitglied des Niedersächsischen Landtages.

## Biografie
Helga Lewandowsky wurde als Tochter einer deutschen Auswandererfamilie, die eine Farm bewirtschaftete, im australischen Rockhampton geboren. Nach dem Beginn des Zweiten Weltkriegs wurde die deutschstämmige Familie in einem Lager in Tatura interniert. Nach dem Besuch einer englischen Volksschule besuchte Lewandowsky in den Jahren 1942 bis 1947 im Internierungslager die deutsche Oberschule. Mit dem Kriegsende wurde die Familie aus der Internierung entlassen, siedelte 1947 nach Deutschland über und fand in Achmer eine neue Heimat.
Hier absolvierte Lewandowsky eine Fachlehrerausbildung der deutschen und englischen Kurzschrift und des Maschinenschreibens. Sie trat der Gewerkschaft Erziehung und Wissenschaft bei. In den Jahren 1966 bis 1974 war sie Mitglied des Vorstandes im SPD-Bezirk Weser-Ems. Sie übernahm für einige Jahre den Vorsitz des Bezirksfrauenausschusses und wurde ab 1972 Mitglied des Vorstandes im SPD-Unterbezirk Osnabrück-Land. Darüber hinaus engagierte sie sich als Vorsitzende auf Bundes- und Landesebene im Verband alleinstehender Mütter und Väter und als Landesvorstandsmitglied der ehemaligen Freireligiösen Landesgemeinschaft, heute Humanistischer Verband Niedersachsen. Als Mitglied des Rates der Gemeinde Achmer wirkte sie in den Jahren 1968 bis 1971. 
Vom 21. Juni 1970 bis 20. Juni 1986 war sie Mitglied des Niedersächsischen Landtages (7. bis 10. Wahlperiode). Sie übernahm vom 8. Juli 1970 bis 20. Juni 1986 das Amt des Schriftführers des Niedersächsischen Landtages, darüber hinaus hatte sie vom 13. September 1978 bis 20. Juni 1986 das Amt des Vorsitzenden des Ausschusses für Sozial- und Gesundheitswesen inne. In Bramsche übte sie lange das Amt der stellvertretenden Bürgermeisterin aus.
Helga Lewandowsky war Mutter eines Kindes, der am 26. September 2021 für die SPD in den Bundestag gewählten Anke Hennig.